# マンシ語
マンシ語（マンシご、Mansi language）、旧称ヴォグル語（Vogul language）は、シベリア北西部の少数民族、マンシ人（ヴォグル人）の固有言語。ロシアのハンティ・マンシ自治管区、オビ川とその支流流域、スヴェルドロフスク州の一部で話されている。1990年に行われた国勢調査によると、話者はロシア国内に3,184人。ウラル語族のフィン・ウゴル語派に属し、近隣のハンティ語と共にフィン・ウゴル語派の下位区分オビ・ウゴル諸語を成す。

## 方言
多くの方言があり、各方言間の差異も大きい。東部、西部、南部、北部の4つの方言群に分類され、各方言群間は相互に理解することが不可能である。方言の中には死語となったものもある。マンシ語の文学作品では通常、ソスヴァ方言が共通語として使用されており、本項の記述もその方言について述べる。

## 書記体系
マンシ語が書記言語となったのは1930年代になってからで、キリル文字を使用する。
マンシ語のキリル文字
А, Б, В, Г, Д, Е, Ё, Ж, З, И, Й, К, Л, М, Н, Ң, О, П, Р, С, Т, У, Ф, Х, Ц, Ч, Ш, Щ, Ъ, Ы, Ь, Э, Ю, Я
マンシ語のラテン文字による表記（現在は使用されていない）
A, B, C, D, E, F, G, H, Һ, I, J, K, L, Ļ, M, N, Ņ, Ŋ, O, P, R, S, S, T, Ţ, U, V, Z, Ь

## 文法
マンシ語は膠着語に分類され、語順が固定しているのが特徴である。副詞句や分詞が文の構造上、重要な役割を果たす。

### 冠詞
冠詞は、定冠詞、不定冠詞のいずれも存在しない。

### 名詞
文法上の性の区別は存在しないが、単数形、双数形、複数形の3つの文法上の数、6つの格による変化がある。所有の概念は所有を表す接尾辞により表す。例えば、「私の～」を意味する接尾辞は -зм である。

#### 格変化
пут 「大なべ」の変化の例
| 格     | 単数   | 双数     | 複数     |
| ------ | ------ | -------- | -------- |
| 主格   | пут    | путыг    | путэт    |
| 処格   | путт   | путыгт   | путэтт   |
| 場所格 | путн   | путыгн   | путэтн   |
| 奪格   | путнэл | путыгнэл | путэтнэл |
| 変格   | путыг  | -        | -        |
| 具格   | путэл  | путыгтэл | путэтэл  |

上以外の格は、'халнэл「～の中から」、саит「～の後で」などの後置詞により表される。

### 動詞
マンシ語の動詞には、3つの人称、3つの数、2つの時制、4つの法により変化する。
自動詞と他動詞は変化形の上でも区別され、それぞれ活用が異なる。自動詞の場合は具体的な目的語を持たないが、他動詞は持つ。このような自動詞と他動詞の区別は他のウゴル諸語に属する言語にも見られる共通の特徴である。

#### 時制
時制を表すのには接尾辞が用いられる。時制の接尾辞は人称接尾辞より前に来る。
| 時制 | 接尾辞       | 例                                 |
| ---- | ------------ | ---------------------------------- |
| 現在 | -г (翻字 -g) | минагум (minagum - 「私が行く」)   |
| 過去 | -с (翻字 -s) | минасум (minasum - 「私が行った」) |

マンシ語の動詞には未来形がなく、他の動詞等との組合せで未来の事柄を表現する。

#### 法
法には4種類ある。直説法、条件法、命令法 、blandishing である。
直説法では動詞に特別な接尾辞は付かない。また、命令法は2人称にしかない。

#### 人称接尾辞
人称接尾辞は以下のとおり。
| 人称  | 単数       | 双数  | 複数 |
| ----- | ---------- | ----- | ---- |
| 1人称 | -ум        | -умен | -ув  |
| 2人称 | -эн        | -эн   | -эн  |
| 3人称 | 接尾辞なし | -ыг   | -эт  |

以上から、動詞 мина（mina 「行く」）の過去形は以下のとおり変化する（過去形の接尾辞 -с に注意）。
| 人称  | 単数              | 双数                  | 複数              |
| ----- | ----------------- | --------------------- | ----------------- |
| 1人称 | минасум (minasum) | минасумен (minasumen) | минасув (minasuv) |
| 2人称 | минасэн           | минасэн               | минасэн           |
| 3人称 | минас             | минасыг               | минасэт           |

#### 能動態と受動態
動詞には能動態と受動態の2つの態がある。能動態の場合は特別な接辞は付かないが、受動態では動詞の語幹に接辞 -ве- が付く。

#### 動詞の接頭辞
動詞には、元の意味に具体的、または抽象的な意味合いを添える接頭辞が付くことがある。例えば、動詞 мина (mina) 「行く」に「離れて」という意味を持つ接頭辞 эл- (el-) が付くと、элмина (elmina)「離れて行く、去る」という意味になる。この語は、ハンガリー語における同じ意味の接頭辞 el- と menni 「行く」の組合せ、 elmenni 「離れて行く、去る」という表現に極めて似ている。
マンシ語の動詞接頭辞の例。

ēl(a) - 「前へ、先へ、離れて」
| jōm「行く」   | ēl-jōm「離れて行く、先へ進む」 |
| tinal「売る」 | ēl-tinal「安く売り払う」       |

χot - 「あるものから離れて行く方向や、動作を強調するニュアンスの接頭辞」
| min「行く」    | χot-min「去る、止まる」          |
| roχt「恐れる」 | χot-roχt「何かに突然恐れを抱く」 |

## 数詞
マンシ語の数詞とハンガリー語の数詞の比較。
| #    | マンシ語           | ハンガリー語 |
| 1    | аква (akʷa)        | egy          |
| 2    | китыг (kitiɣ)      | kettő        |
| 3    | хурум (χūrəm)      | három        |
| 4    | нила (ńila)        | négy         |
| 5    | ат (at)            | öt           |
| 6    | хот (χōt))         | hat          |
| 7    | сат (sāt)          | hét          |
| 8    | нёллов (ńololow)   | nyolc        |
| 9    | онтэллов (ontolow) | kilenc       |
| 10   | лов (low)          | tíz          |
| 20   | хус (χus)          | húsz         |
| 100  | сат (sāt/janiɣsāt) | száz         |
| 1000 | сотэр (sōtər)      | ezer         |

1と2には、名詞の前に置かれた場合の特別な形がある。акв (1)、 кит (2)。

ハンガリー語にも、数詞の2に同様の形 két がある。

### ハンガリー語との比較
ここに、近縁のハンガリー語とマンシ語（ラテン文字への転写）の比較例を挙げる。両言語の近似性を分かりやすくするため、マンシ語のラテン文字表記は、ハンガリー語のアルファベットに準じて表記してある。ハンガリー語のアルファベットの発音については、ハンガリー語#発音を参照。 
| マンシ語                               | ハンガリー語                              | 日本語訳                                    |
| -------------------------------------- | ----------------------------------------- | ------------------------------------------- |
| Hurem né vituel huligel husz hul pugi. | Három nő a vízből hálóval húsz halat fog. | 「3人の女が網で水の中から魚を20匹捕まえる」 |
| Pegte lau lasinen manl tou szilna.     | Fekete ló lassan megy a tó szélén.        | 「黒い馬がゆっくりと湖のほとりを行く」      |